# Songe du Vieux Pèlerin
Le Songe du Vieux Pèlerin est un traité écrit par Philippe de Mézières en moyen français en 1389. C'est un traité allégorique, contenant un prologue et divisé en trois livres. Ce texte s'inscrit dans une lignée d'ouvrages de la fin du Moyen Âge rédigés par des intellectuels autres que cléricaux.

## Historique
Il existe huit manuscrits de l’œuvre. Philippe de Mézières est invité à rédiger Songe du Vieil Pèlerin pour le jeune Charles VI en 1389.
Le premier livre de ce traité est consacré à une invitation faite par l'auteur de partir en pèlerinage. Ainsi on y retrouve les reines, "Charité, Sagesse, Miséricorde, Paix, Vérité, Justice", qui quittent la terre alors plongée dans les ténèbres (image du pèlerinage). Leur départ entraîne une pluie de maux sur la terre (elles protègent la terre).
Le deuxième livre décrit la mauvaise phase des juristes. On retrouve ici la critique des juristes également présente dans la pensée d'hommes comme Nicole Oresme. Ce dernier décrivant les juristes comme des "idiots politiques". Philippe de Mézières dans son traité indique que les juristes souhaitent un tyran pour gouverner : « Les Français doivent au prince (…) servir le roi selon sa volonté absolue ». Le Prince est ici supérieur aux lois.
Le troisième livre est d'ailleurs consacré au Roi. Philippe de Mézières y expose une symbolique forte autour d'un gouvernement royal tempéré. Pour ce faire, le Roi doit être érudit, respecter la loi divine, civile, morale, saints usages du Royaume. Il doit "garder" la loi ou la réformer pour qu'elle soit meilleure. Il décrit donc une vision du Roi aux antipodes du Roi guerrier ou chasseur. En effet, il soutient que le Roi doit s'instruire, lire des traités de politique, être vertueux et prudent.
Dans ce troisième livre, il soutient que le Roi doit respecter la liberté de ses sujets, il soutient la policie royale. Le Roi reste cependant souverain en son royaume, mais la limite de cette souveraineté, c'est l'amour de ses sujets et le respect de leurs avis. Il y prône d'ailleurs la mise en place d'un grand conseil (réunissant les trois ordres).

## Éditions modernes
- Philippe de Mézières, Songe du Vieux Pèlerin, coll. « Pocket / Agora », 1024 p. (ISBN 2266157116)
- Philippe de Mézières, Songe du Viel Pelerin, Paris, Droz, 2015, 1920 p. (ISBN 978-2-600-01835-7)